# Chunchupalle
Chunchupalle is een census town in het district Bhadradri Kothagudem van de Indiase staat Telangana. 

## Demografie
Volgens de Indiase volkstelling van 2001 wonen er 18.967 mensen in Chunchupalle, waarvan 50% mannelijk en 50% vrouwelijk is. De plaats heeft een alfabetiseringsgraad van 70%. 